# Justicia hyssopifolia
Espèce
Justicia hyssopifolia est une espèce de plantes à fleurs de la famille des Acanthacées. C'est un arbuste endémique des îles Canaries.